# جودی باوری
جودی باوری (انگلیسی: Jody Bowry؛ زادهٔ ۱۹۸۰/۱۹۸۱ (۴۳–۴۴ سال)) بازیکن سابق فوتبال اهل انگلستان است که در پست دروازه‌بان برای باشگاه‌هایی از جمله چلسی و فولام بازی کرد.